# Phaonia subfusca
Phaonia subfusca är en tvåvingeart som beskrevs av Malloch 1923. Phaonia subfusca ingår i släktet Phaonia och familjen husflugor. Inga underarter finns listade i Catalogue of Life.